# Monastère Saint-Nicolas de Kuršumlija
Pour les articles homonymes, voir Monastère de Saint-Nicolas.
Le monastère Saint-Nicolas de Kuršumlija (en serbe cyrillique Манастир Светог Николе код Куршумлије ; en serbe latin : Manastir Svetog Nikole kod Kuršumlije) est un monastère orthodoxe serbe. Il est situé à proximité de la ville de Kuršumlija, en Serbie. Il dépend de l'éparchie de Niš et est inscrit sur la liste des monuments d'importance exceptionnelle de la république de Serbie (identifiant no SK 207).

## Galerie

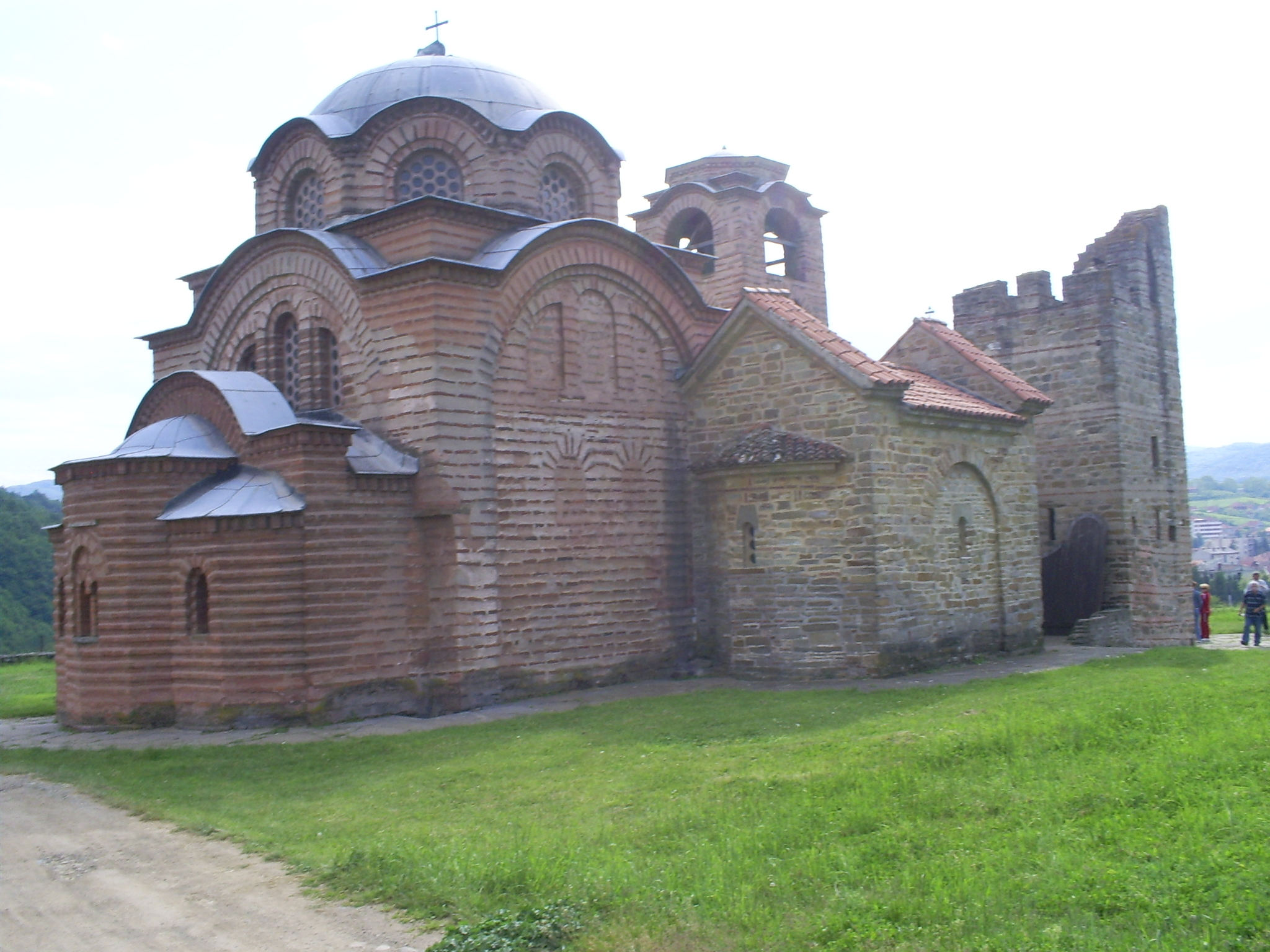
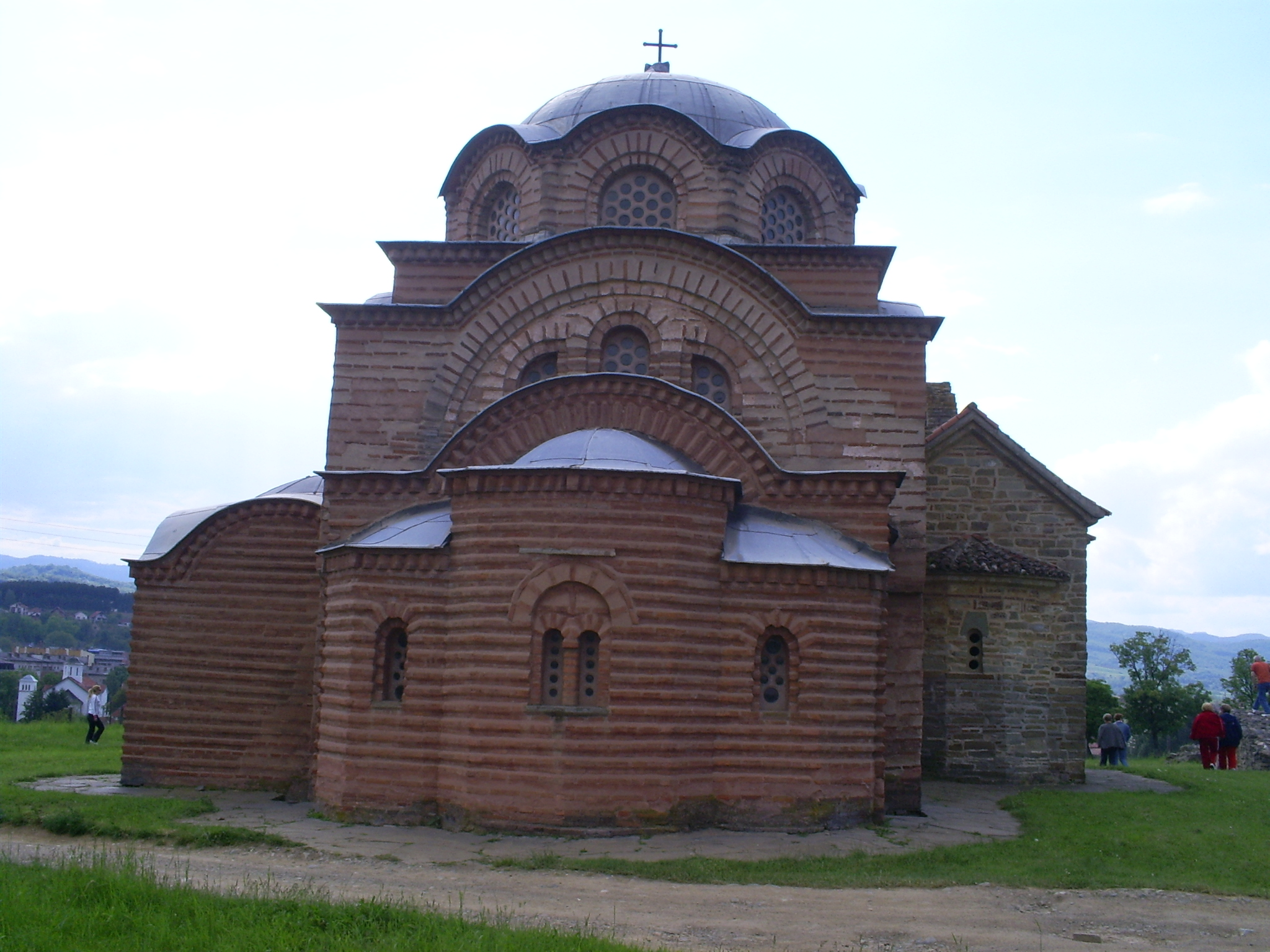
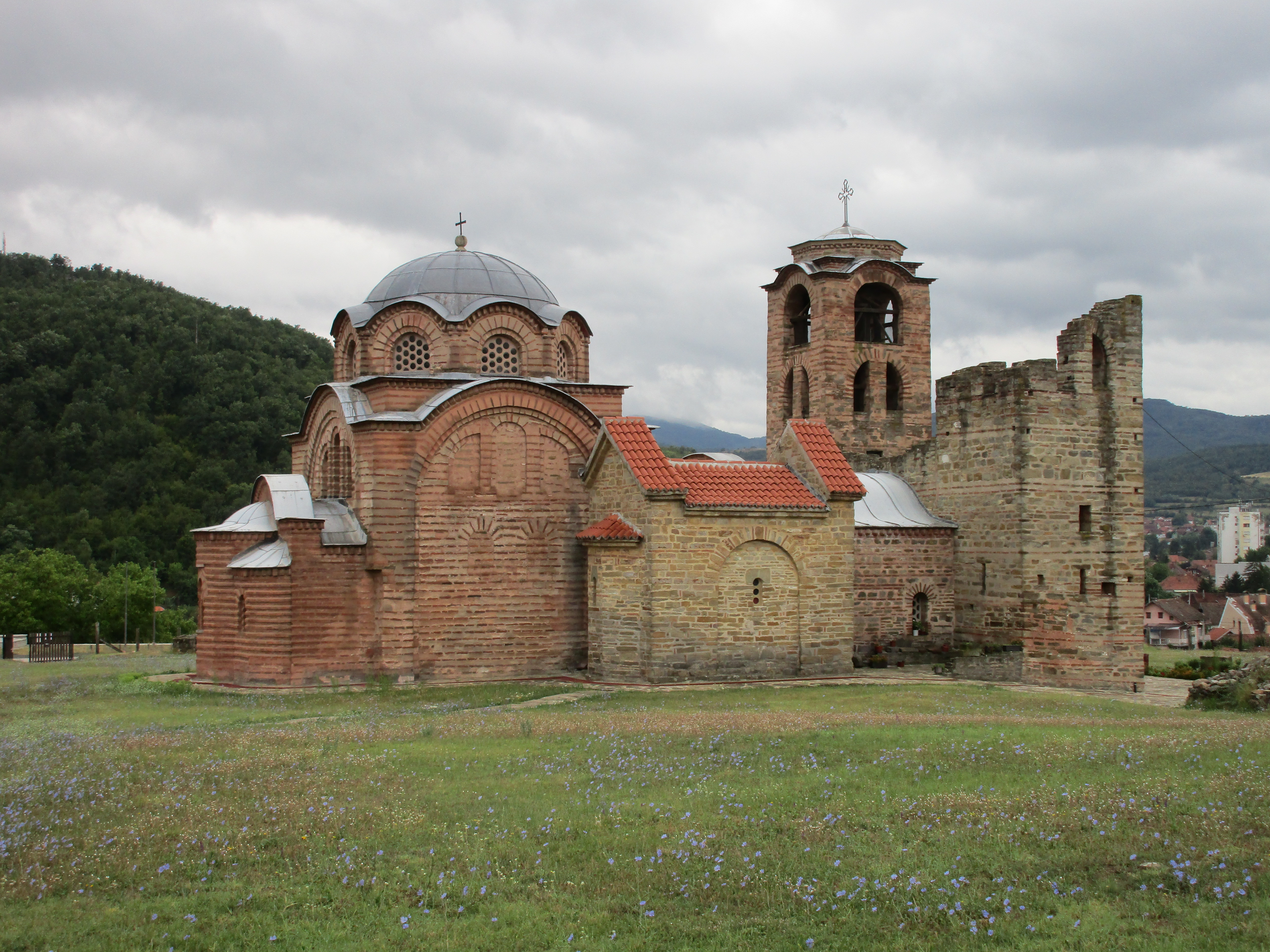
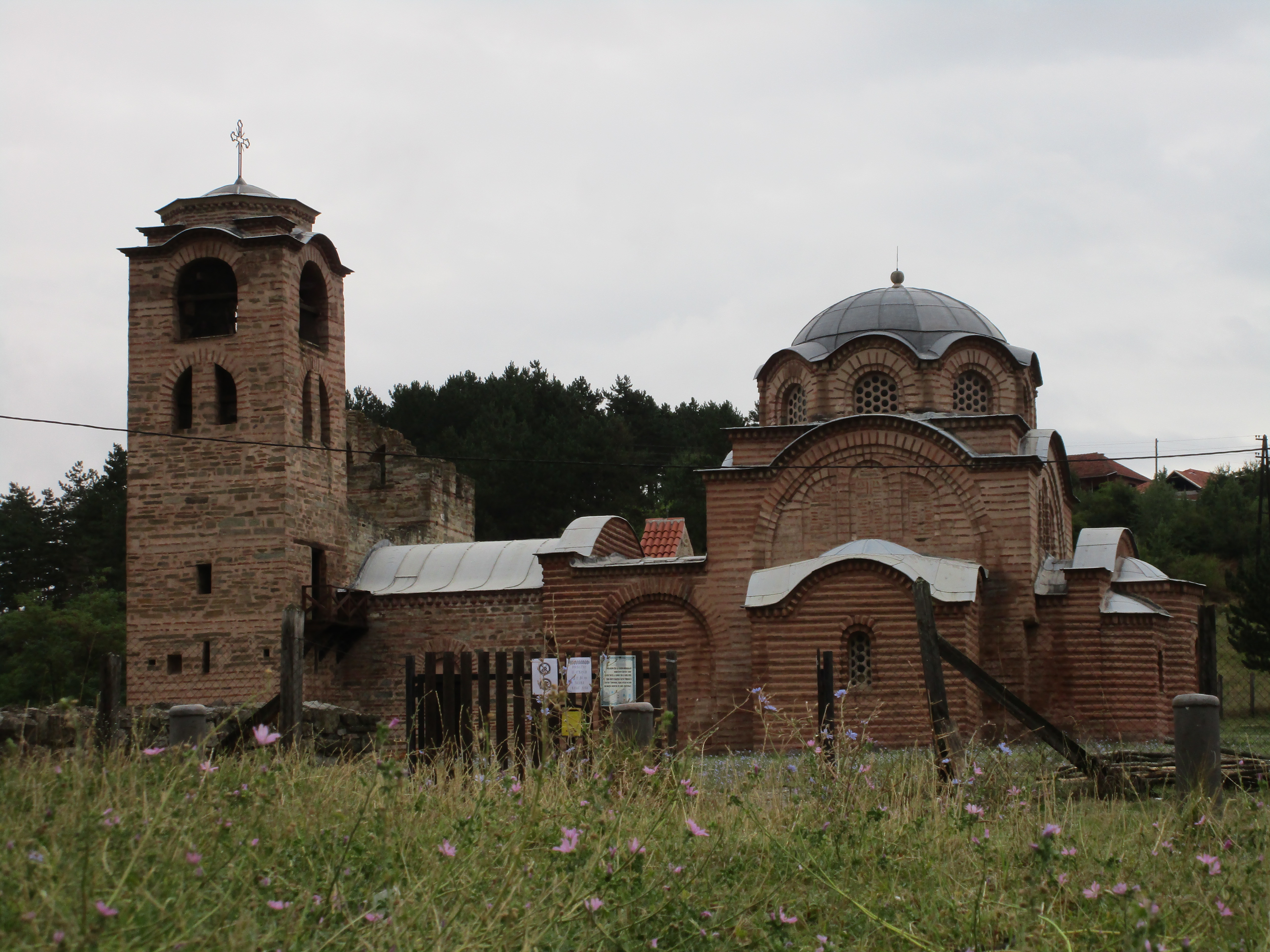
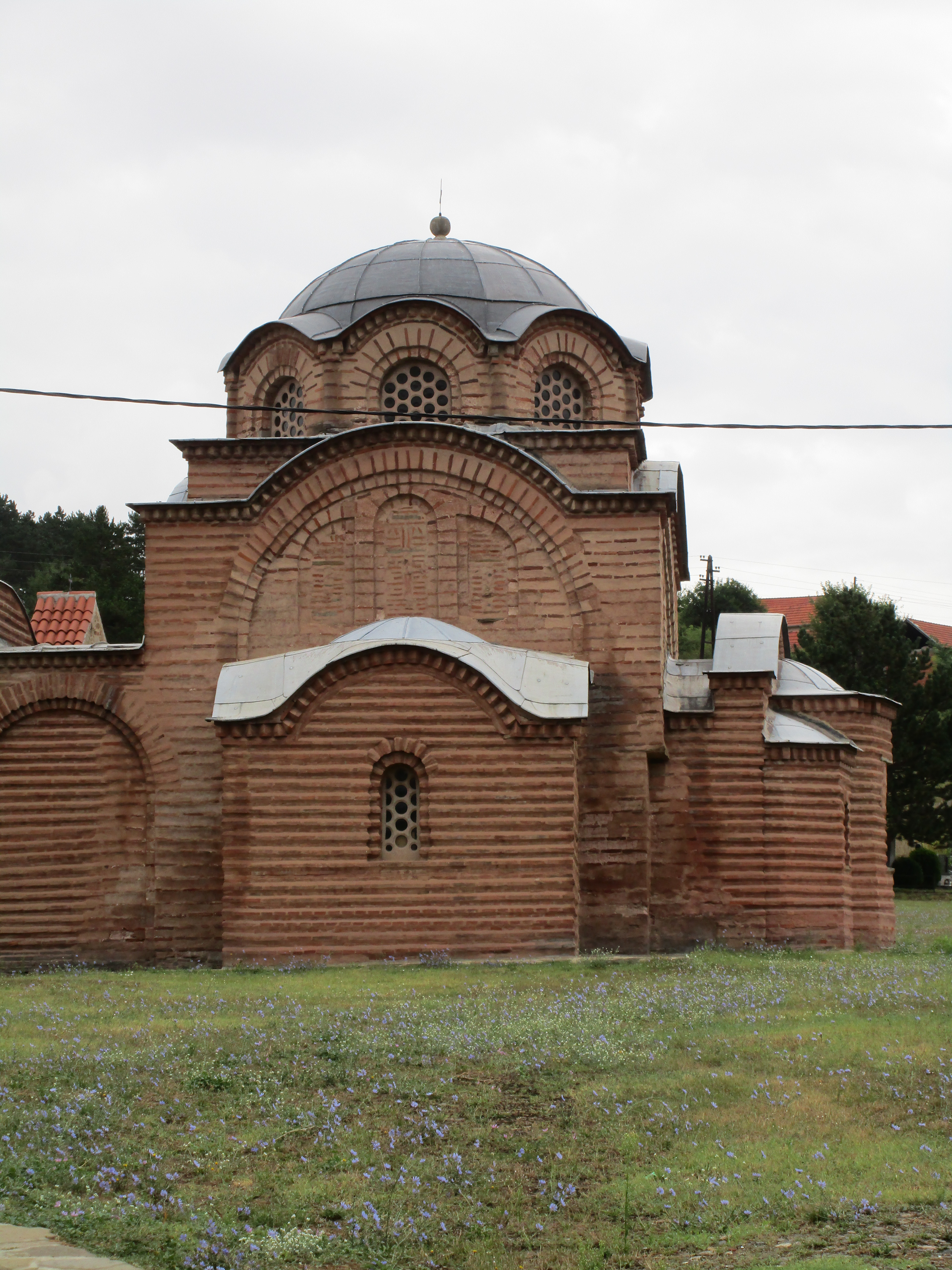
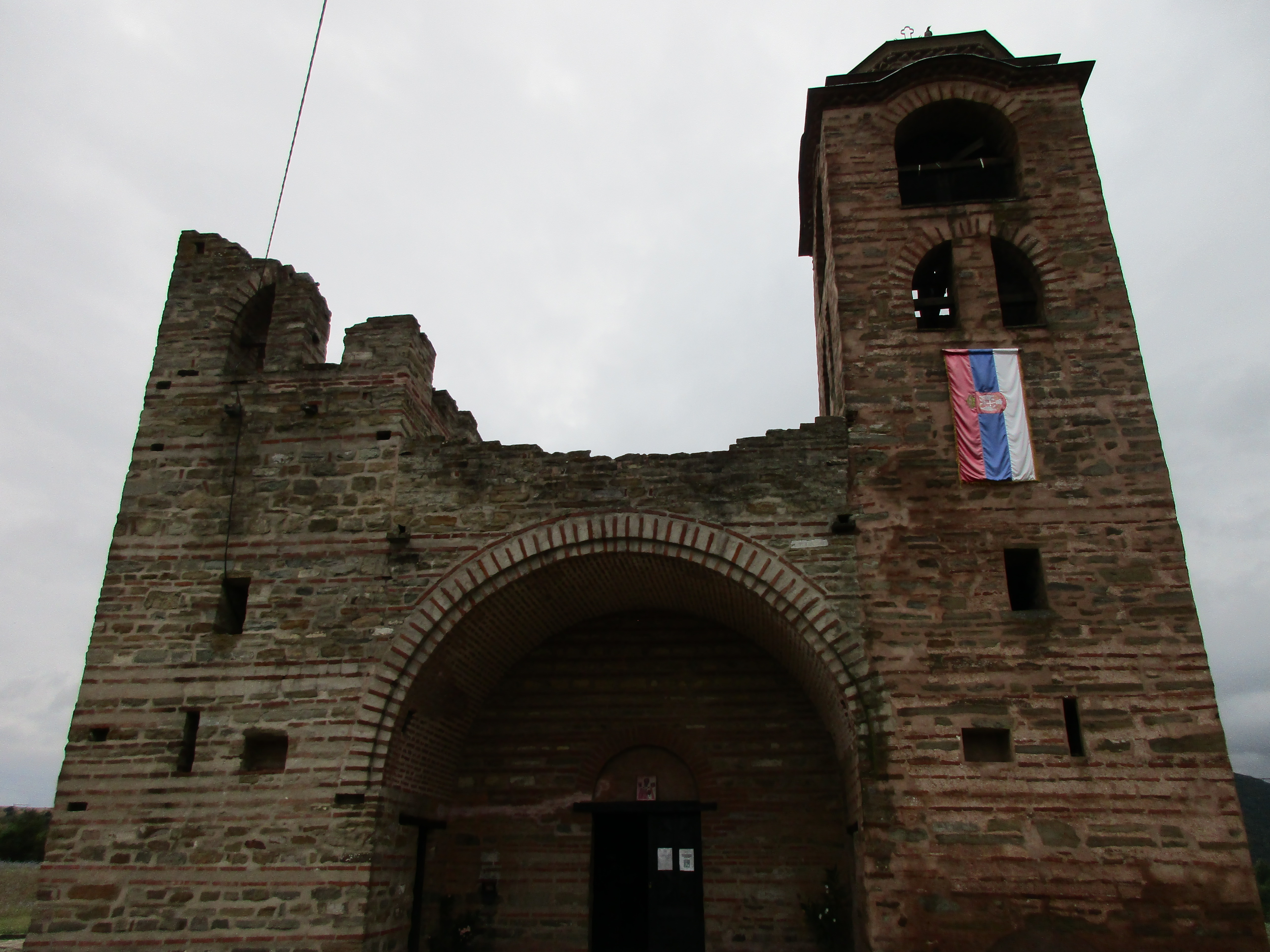
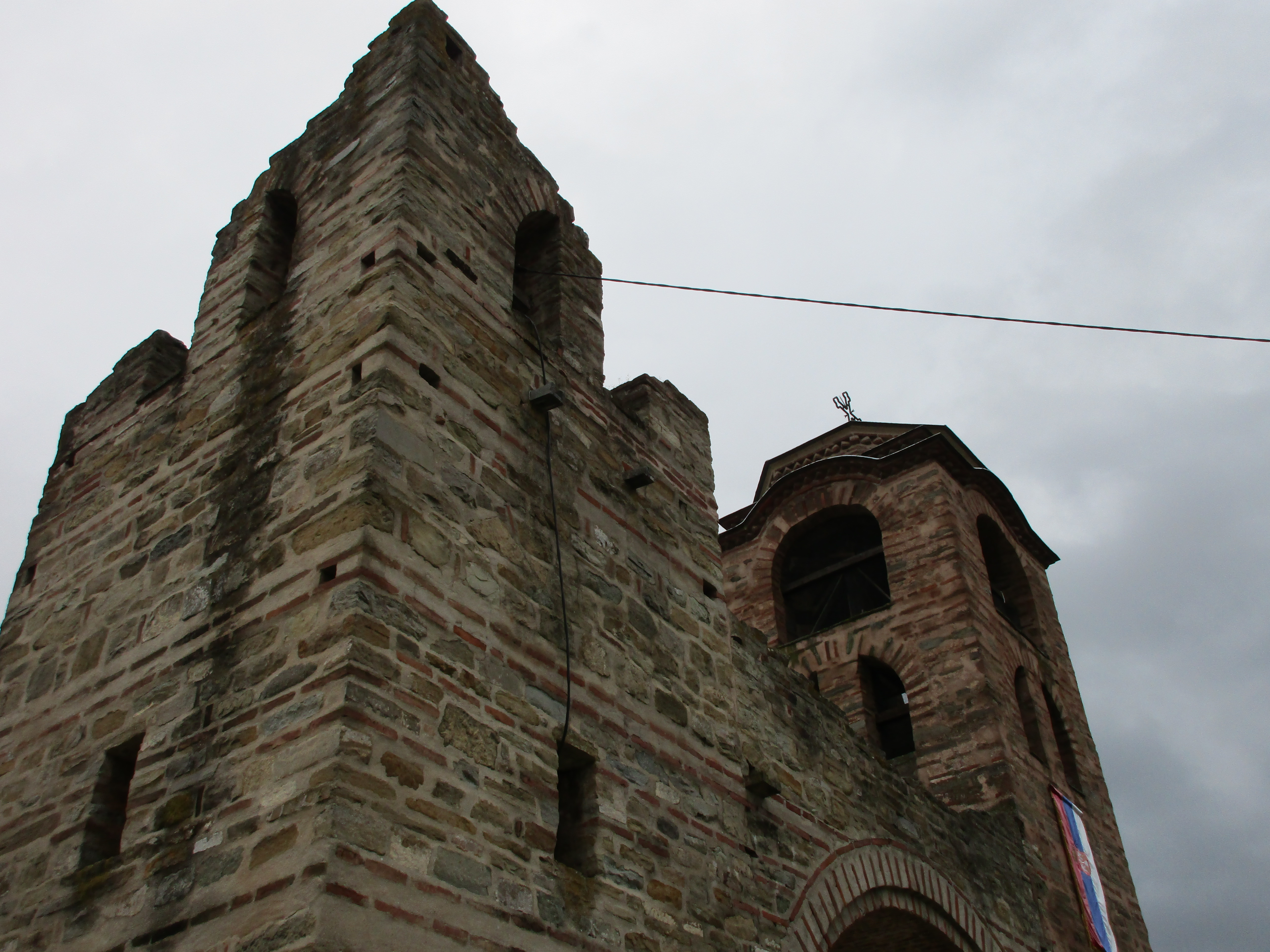
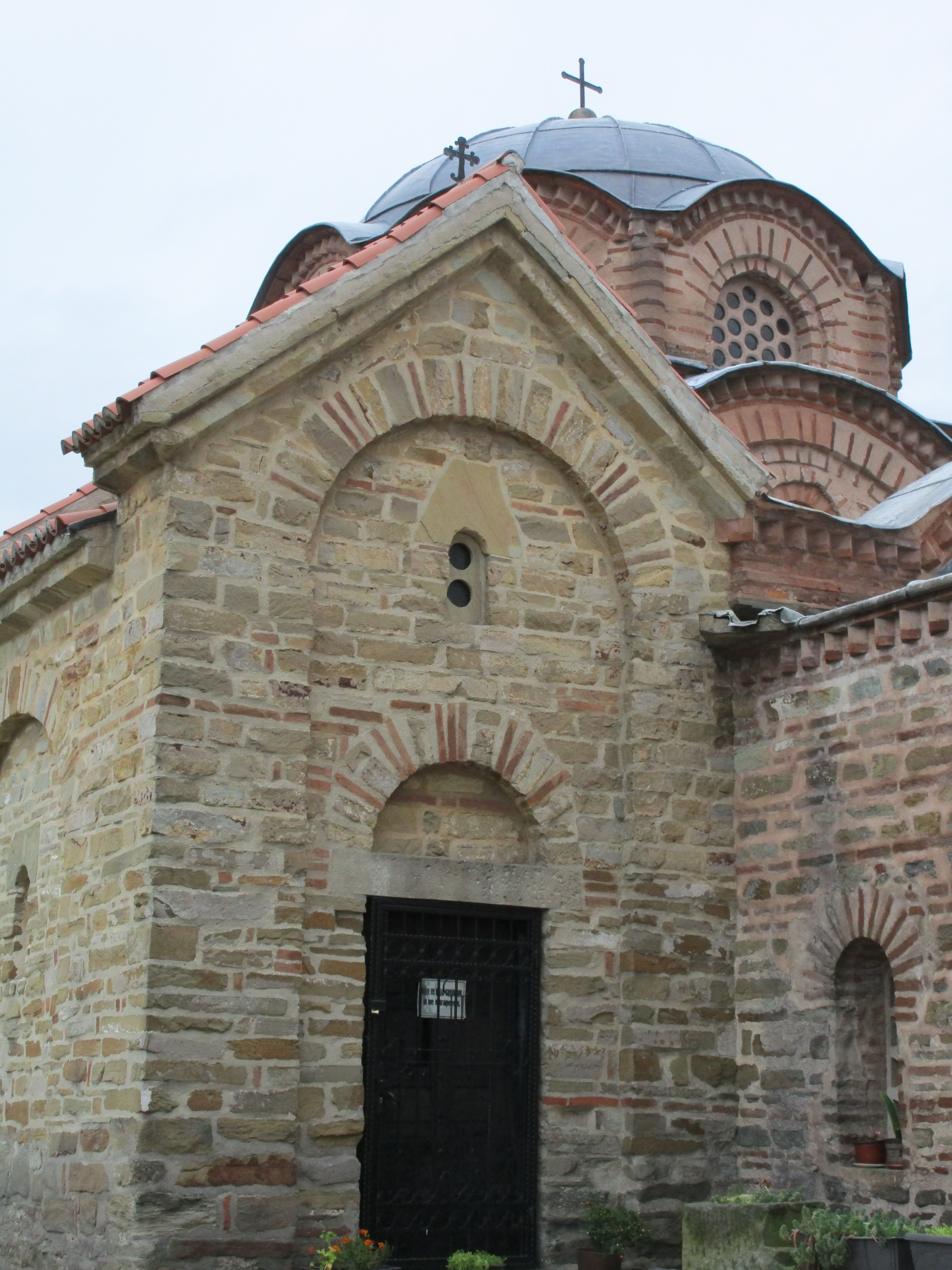
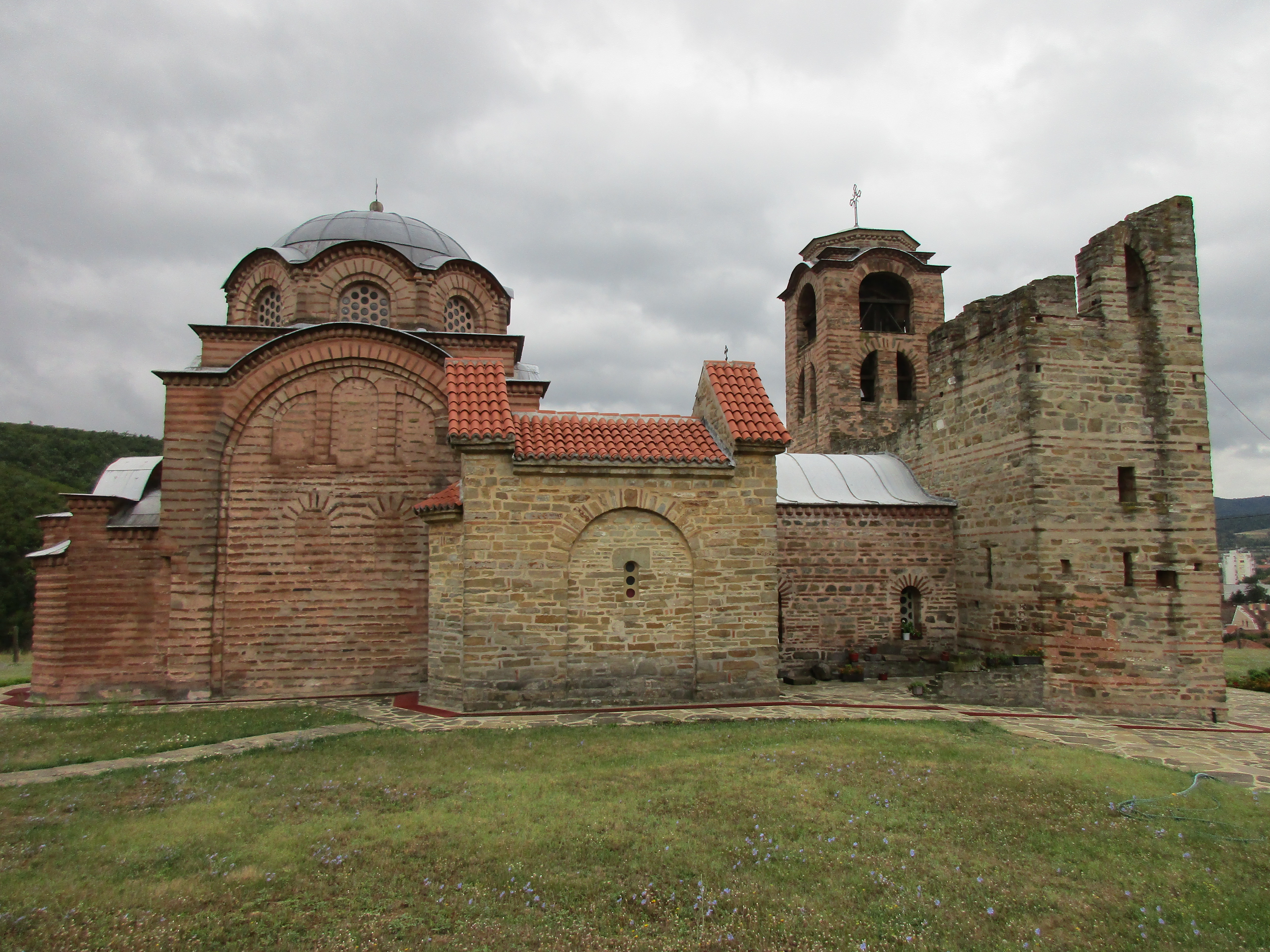
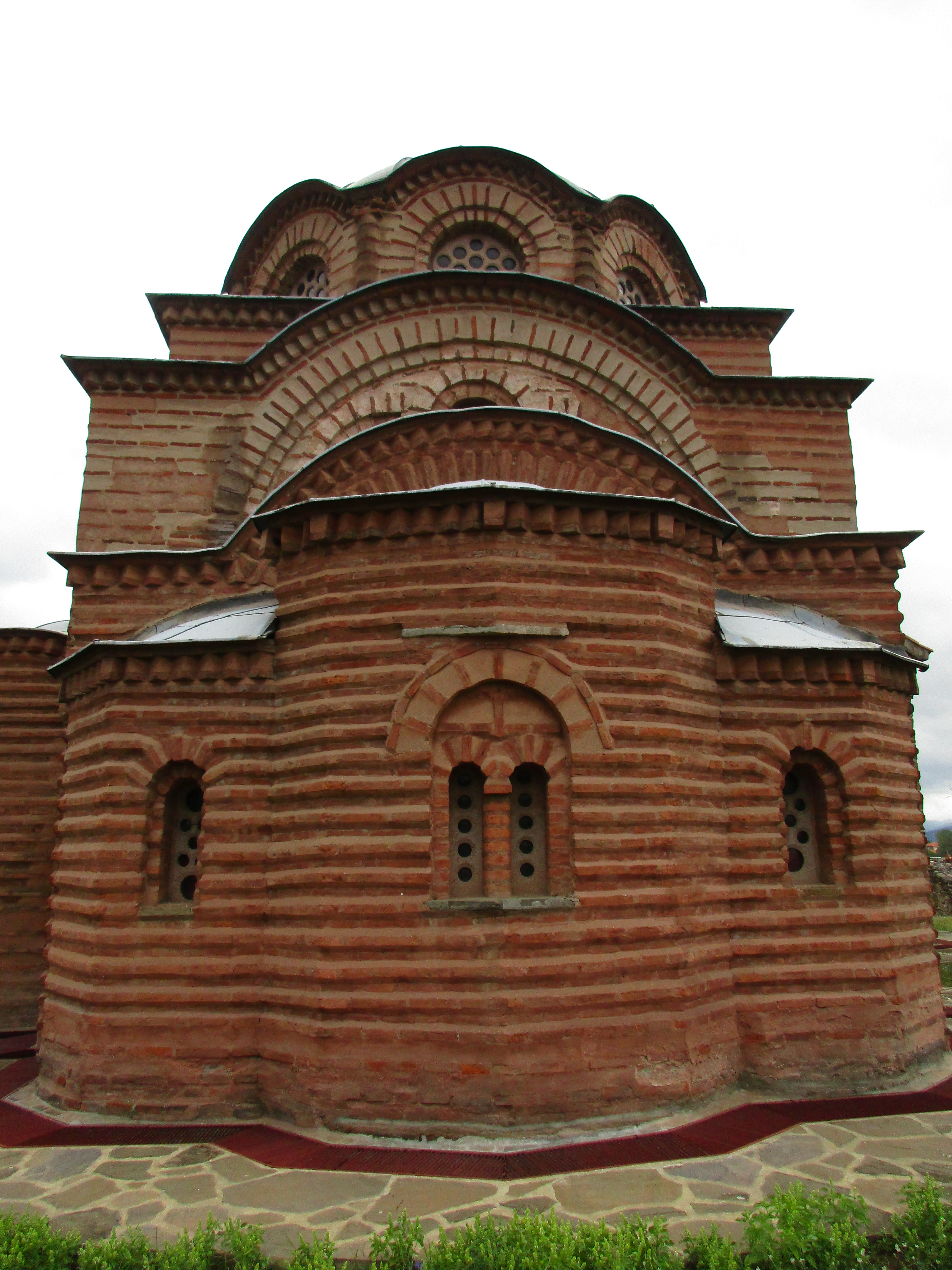
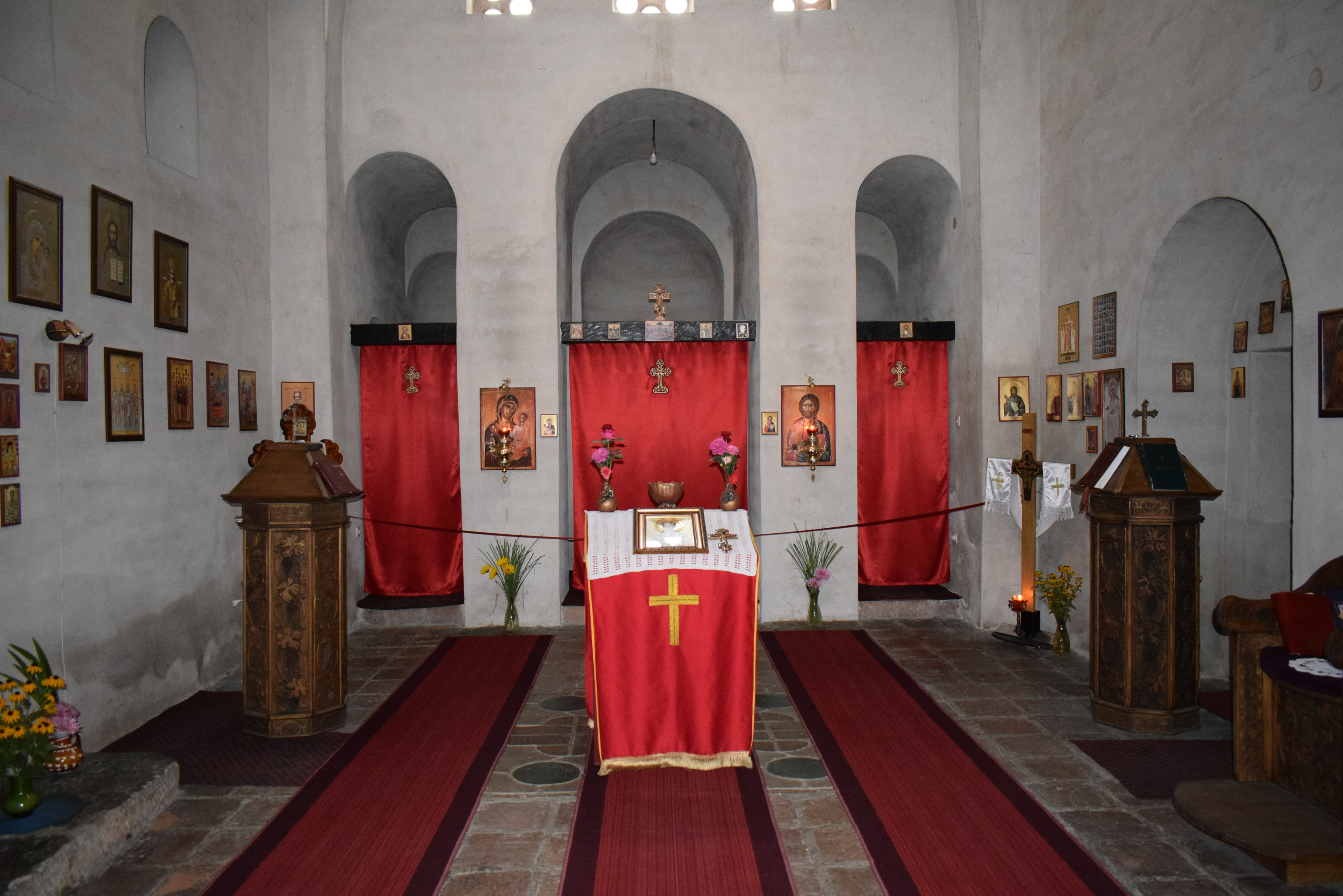
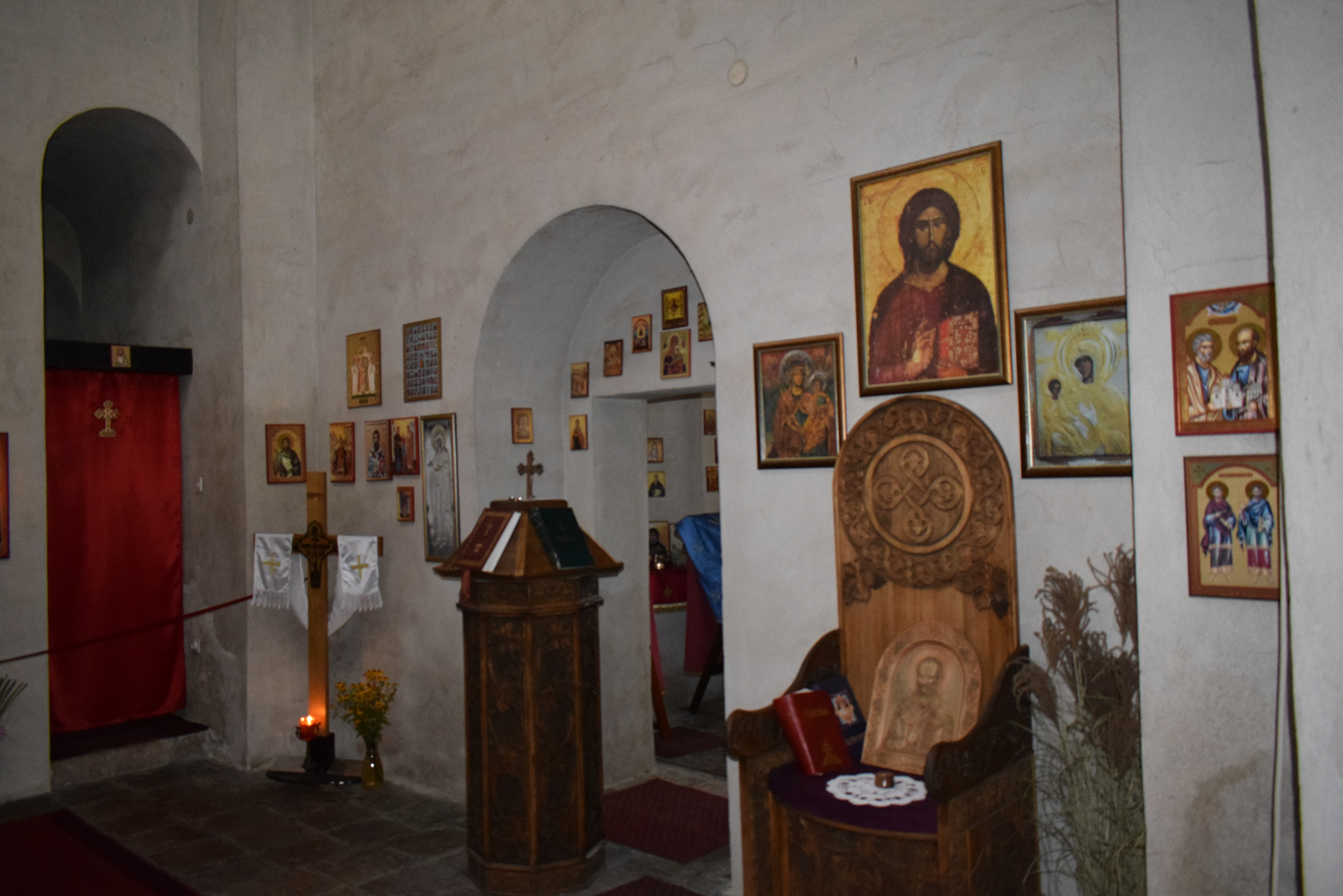
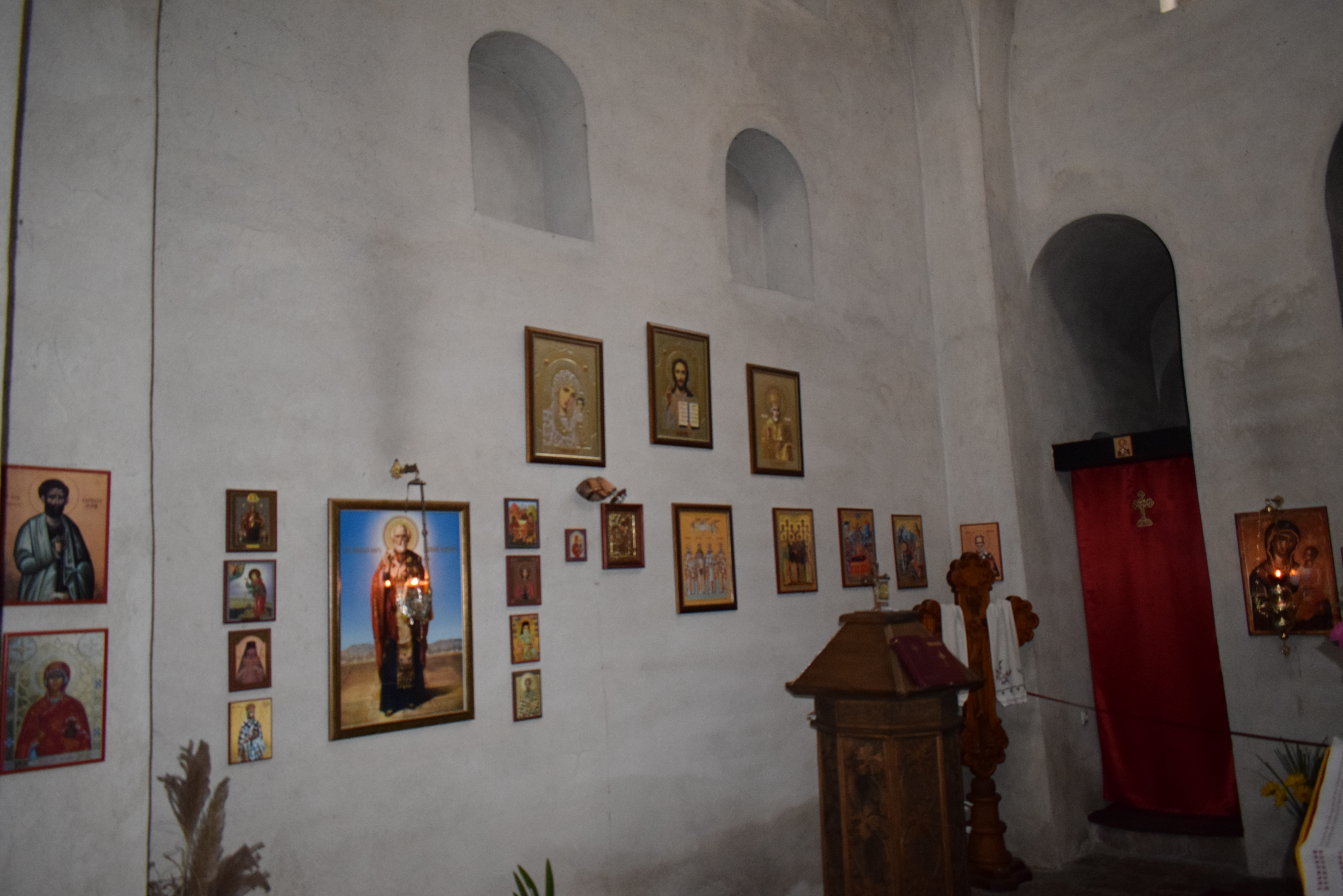
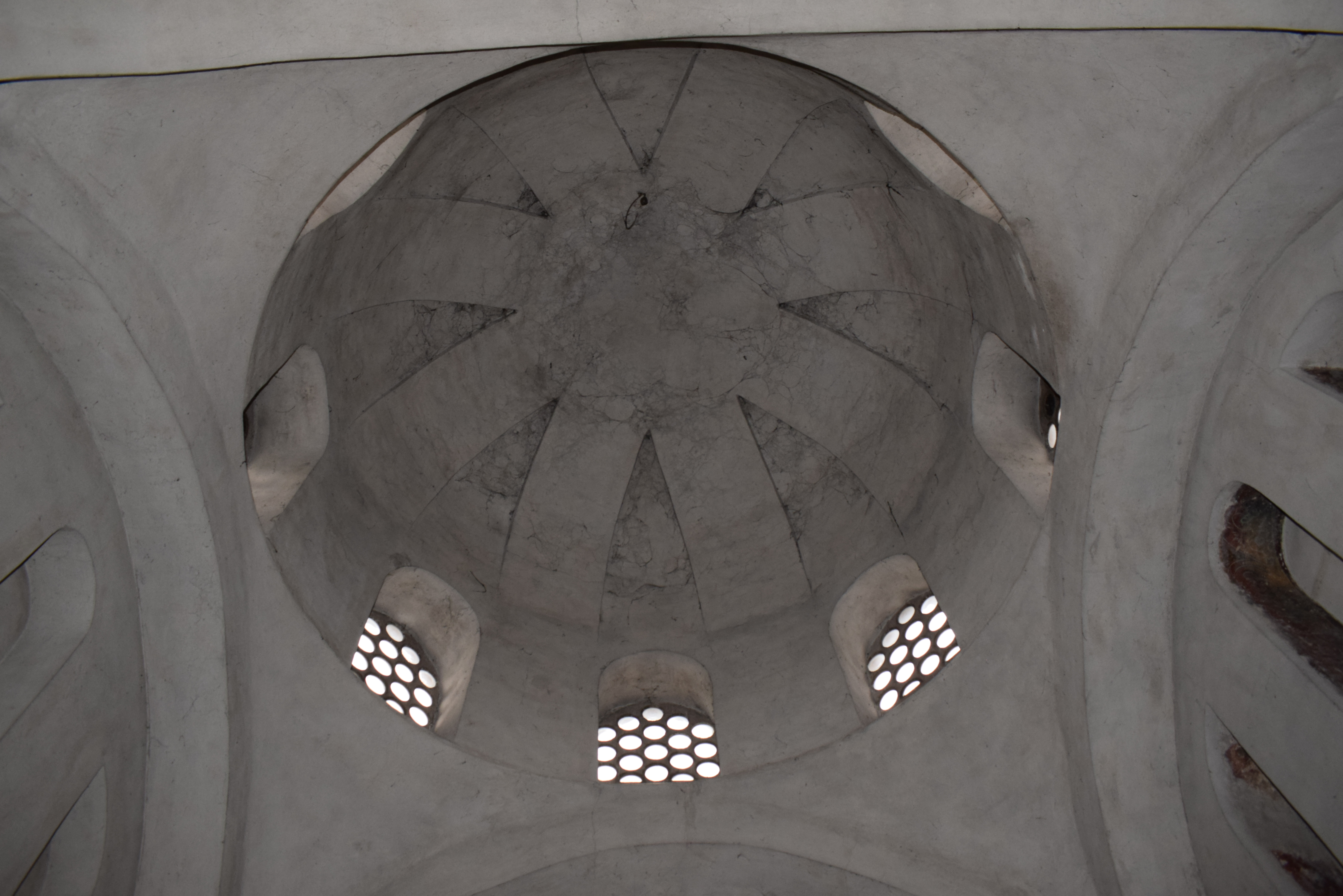

## Localisation
Le monastère est situé sur une colline qui domine la ville de Kuršumlija, ainsi que le confluent de la Banjska et de la Toplica.

## Histoire
Le monastère Saint-Nicolas de Kuršumlija, construit entre 1159 et 1166, est, avec le monastère de la Mère-de-Dieu voisin, la plus ancienne fondation du souverain serbe Stefan Nemanja 1168-1196). 

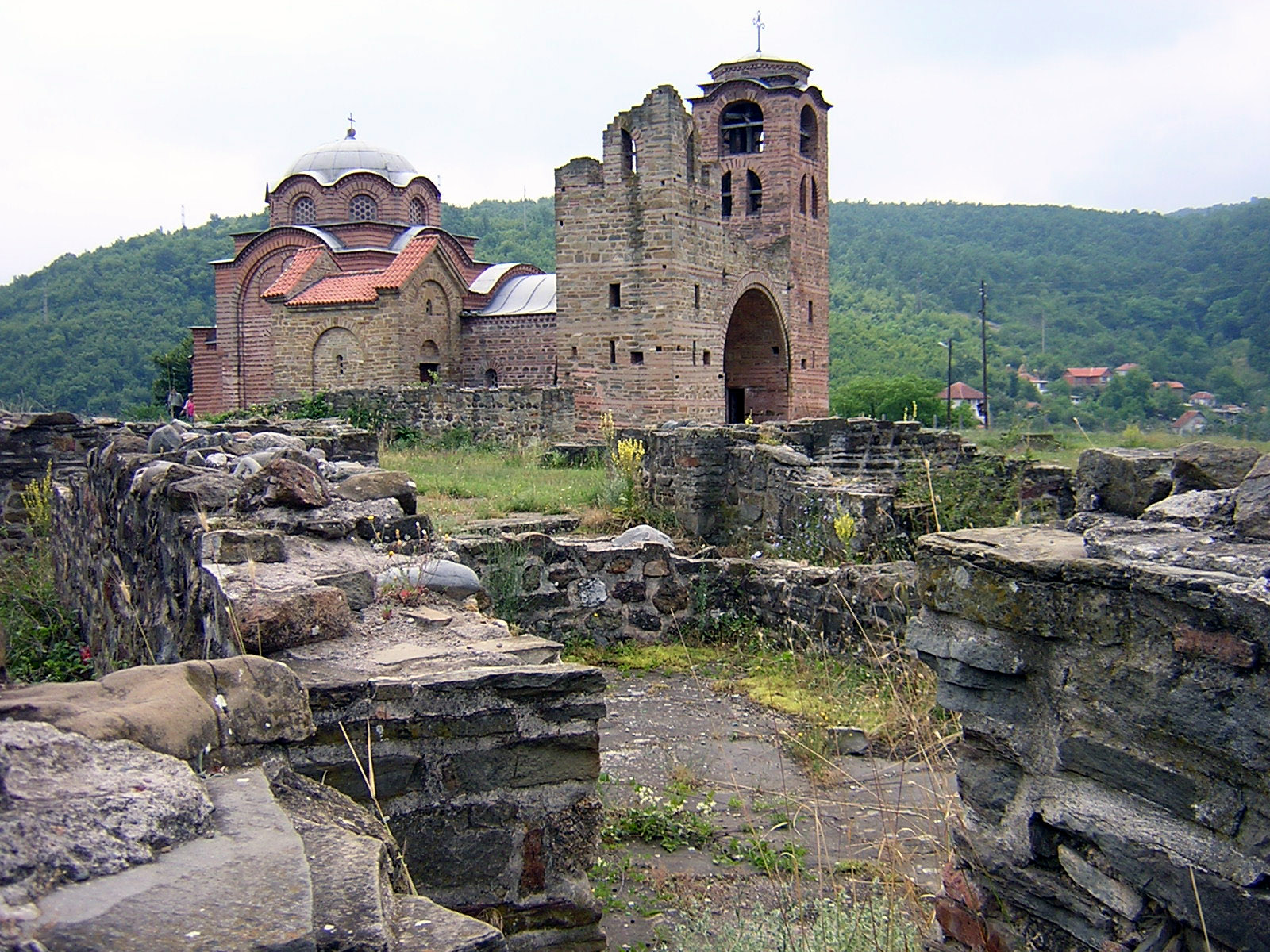
Autre vue du monastère

## Architecture
L'église du monastère se caractérise par un mélange de styles. On y retrouve des influences de l'architecture byzantine, telles qu'on peut les trouver dans l'église Sainte-Sophie de Nicée ou dans une chapelle du quartier des Blachernes à Constantinople ; en revanche, la présence d'éléments romans, notamment un porche encadré de deux clochers, rappelle la cathédrale Saint-Tryphon Kotor. L'ensemble annonce le style de l'école de la Raška qui se développera quelques années plus tard.

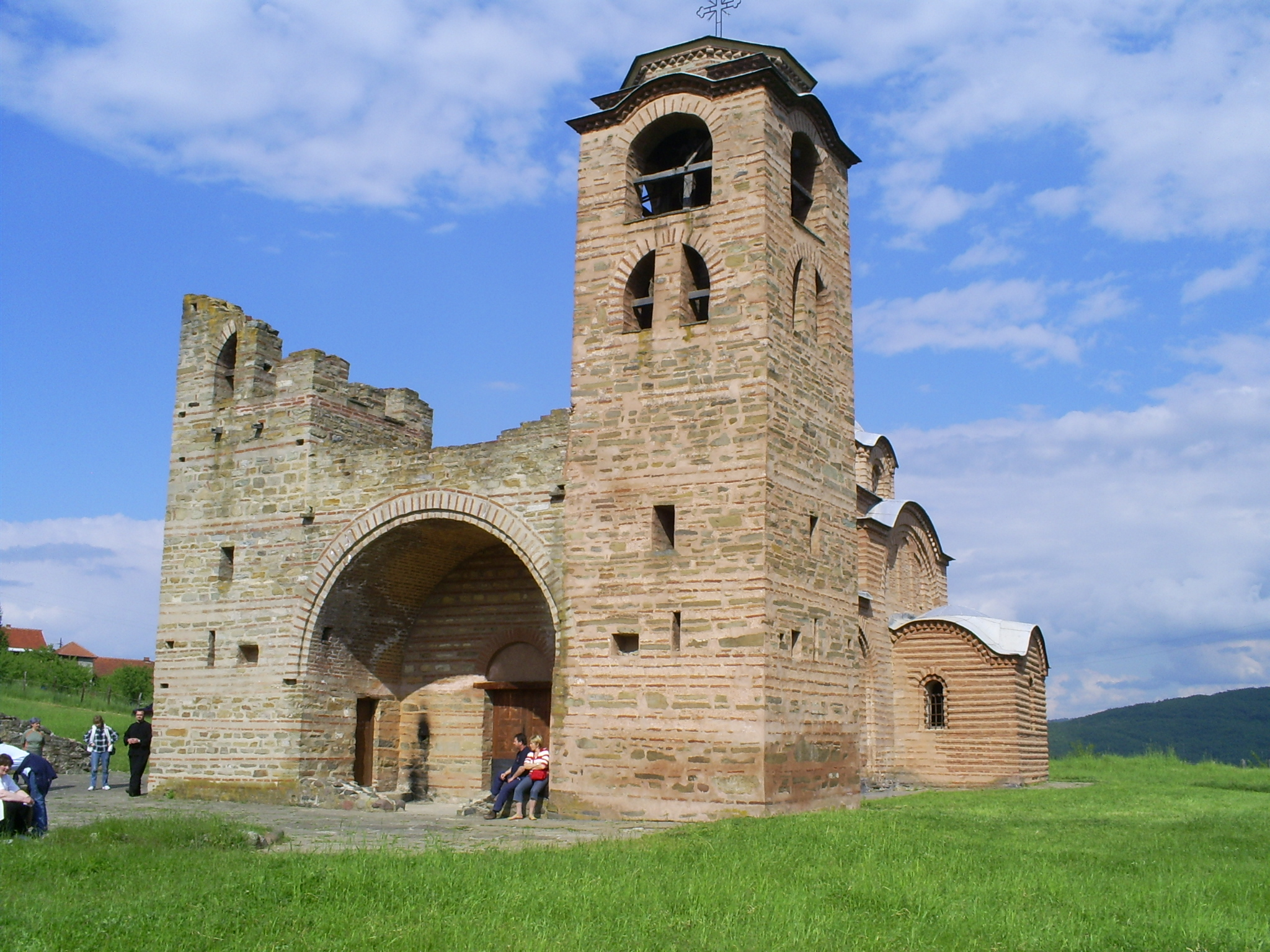
La façade principale de l'église

## Fresques
Dans l'église ont été découverts des fragments de fresques du XIVe siècle.

## Restauration et protection
L'église du monastère, à l'exception d'une tour, est aujourd'hui restaurée ; il est également prévu de restaurer l'ensemble du monastère. En 1979, l'ensemble monastique a été inscrit sur la liste des monuments d'importance exceptionnelle de la république de Serbie.